# Apiognomonia erythrostoma
Apiognomonia erythrostoma är en svampart som först beskrevs av Christiaan Hendrik Persoon, och fick sitt nu gällande namn av Franz Xaver von Höhnel 1918. Apiognomonia erythrostoma ingår i släktet Apiognomonia och familjen Gnomoniaceae.  Arten är reproducerande i Sverige. Inga underarter finns listade i Catalogue of Life.